# Vitraux de la cathédrale de Reims
 (février 2025).
 (février 2025).
- Si vous ne connaissez pas le sujet, laissez ce bandeau (vous pouvez alors contacter les auteurs).
- Si vous supprimez le contenu mis en cause (vous pouvez préalablement contacter les auteurs),

argumentez précisément cette suppression dans la page de discussion
(un manque de référence n'est pas un argument ; une recherche réelle de référence doit avoir été effectuée, être formellement documentée).
 (février 2025).

Les vitraux de la cathédrale Notre-Dame de Reims constituent un ensemble de verrières anciennes et modernes qui décorent les fenêtres de la cathédrale Reims 

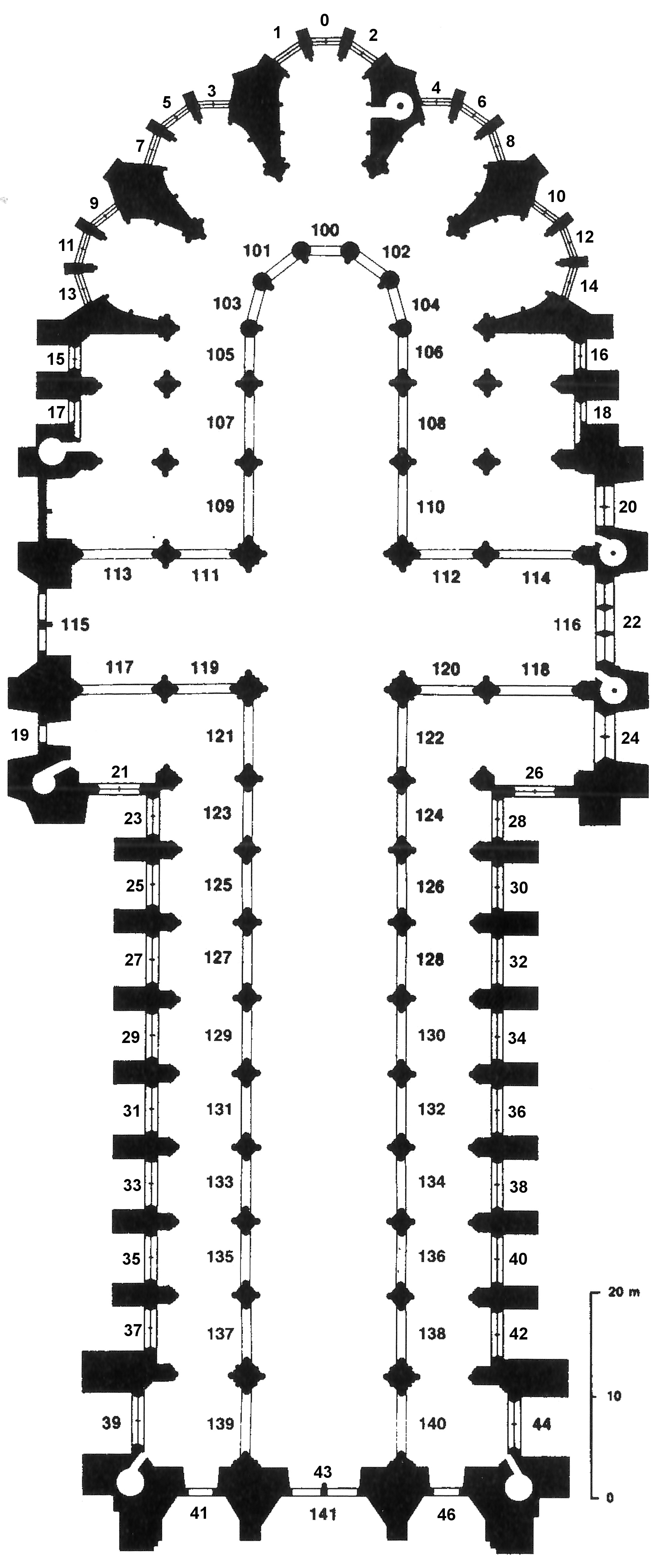
Plan des baies numérotées selon le Corpus Vitrearum.

## Histoire

### Accidents au XIV et XVI siècles
Les incendies de la toiture en 1481 ou celui des orgues vers 1600 détruisent de nombreux vitraux d’origine.

### Destruction volontaire au XVIII siècle
Les vitraux des fenêtres basses sont remplacés par des vitres blanches pour apporter plus de clarté dans l'édifice.

### Première Guerre mondiale
Peu avant les bombardements les plus destructeurs, en 1914, certaines parties des vitraux médiévaux avaient été démontées et transférées vers des lieux plus sûrs, notamment dans des caves ou des abris souterrains à proximité de Reims. Ce type d’initiative visait à préserver les pièces les plus précieuses.
En septembre 1914, un incendie ravage la cathédrale après un bombardement, détruisant une grande partie de l’édifice. Les échafaudages en bois, enflammés par les obus, aggravent les dégâts avec une destruction massive des vitraux. Les fenêtres restées en place, notamment celles de la nef, éclatent sous l’effet des explosions et de la chaleur. Certains fragments tombés au sol sont récupérés par les habitants ou les militaires.
Entre 1917 et 1918, la dépose des vitraux rstants de la cathédrale, est réalisée par l’architecte Max Sainsaulieu, en collaboration avec le maître-verrier Jacques Simon.

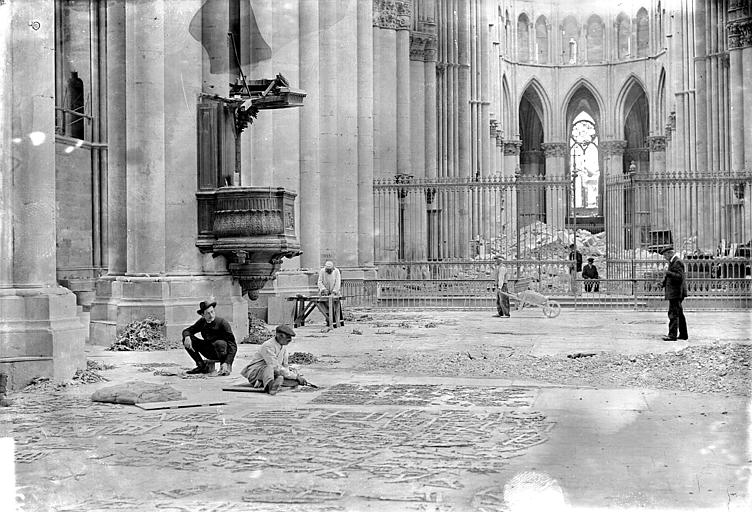
Ramassage et classement des vitraux brisés.

### Reconstitution des vitraux
La reconstruction de la toiture de la cathédrale, est suivie d'une période de reconstitution des vitraux en majorité par la famille des maîtres verriers locaux Simon dans un style historique[réf. souhaitée].

### Les vitraux contemporains
Suit une période de renouvellement avec des apports de vitraux contemporains comme ceux de Chagall en 1974 et ceux de Imi Knoebel en 2011 et 2015.

## Description

### Chapelle de la Vierge ou chapelle axiale
Marc Chagall a dessiné les trois vitraux (1, 0, 2) de la chapelle axiale en 1974. Ils ont été réalisés par Charles Marq.
La première baie à gauche (no 1) traite du thème de l’Arbre de Jessé.
La baie centrale (no 2) traite du thème du sacrifice d’Isaac.
La baie de droite (no 3) traite de plusieurs thèmes de Reims tels le Baptême de Clovis, Saint Louis rendant la justice et le sacres de Charles VII.

### Chapelles encadrant la chapelle axiale
Imi Knoebel a dessiné les vitraux pour les chapelles de part (3, 5, 7) et d’autre (4, 6, 8) de la Chapelle axiale en 2008.

#### Chapelle Saint-Joseph (à droite de la chapelle axiale)
Pour son huitième centenaire, en 2011, le ministère de la culture demande à Imi Knoebel de réaliser pour la chapelle Saint-Joseph de nouveaux vitraux (Baies 4,6 et 8).

#### Chapelle du sacré Cœur (à gauche de la chapelle axiale)
Pour son huitième centenaire, en 2011, le ministère de la culture demande à Imi Knoebel de réaliser pour la chapelle Saint-Joseph de nouveaux vitraux (Baies 3,5 et 7).

#### Chapelle Jeanne d’Arc
En 2015, l’Allemagne offre 3 nouveaux vitraux de Imi Knoebel[réf. souhaitée].

### Chœur
Les vitraux des fenêtres hautes ont conservé leurs vitraux du 2e quart du XIIIe siècle, fortement restaurés ou recomposés après 1918.
Les baies en deux parties représentent en partie inférieure les dioceses de archevêchés de Reims et dans la partie supérieure la vierge et le Christ en croix entourés par les apôtres par paires.
La baie 100 représente de haut en bas, des scènes de la Résurrection, la Vierge à l'enfant et le Christe en croix et en partie inférieur l'église de Reims et archevêque de Reims Henri de Braine [Quoi ?]
Les baies Sud de l’abside (Chœur sII)
- La baie 102 représente l’histoire de Pierre et André.
- La baie 104 représente la vie de Jean l’Evangéliste.
- La baie 106 représente la vie de Barthélémy et Simon.
- La baie 108 représente l’élection de Mathias.
- La baie 110 représente une grisaille.

Les baies Nord de l’abside (Chœur sII)
- La baie 103 représente la vie de Thomas.
- La baie 105 représente la vie de Mathieu et Jude.
- La baie 107 représente la vie de Barnabé et Luc.
- La baie 109 représente une grisaille.

### Le transept

#### Portail Nord du transept

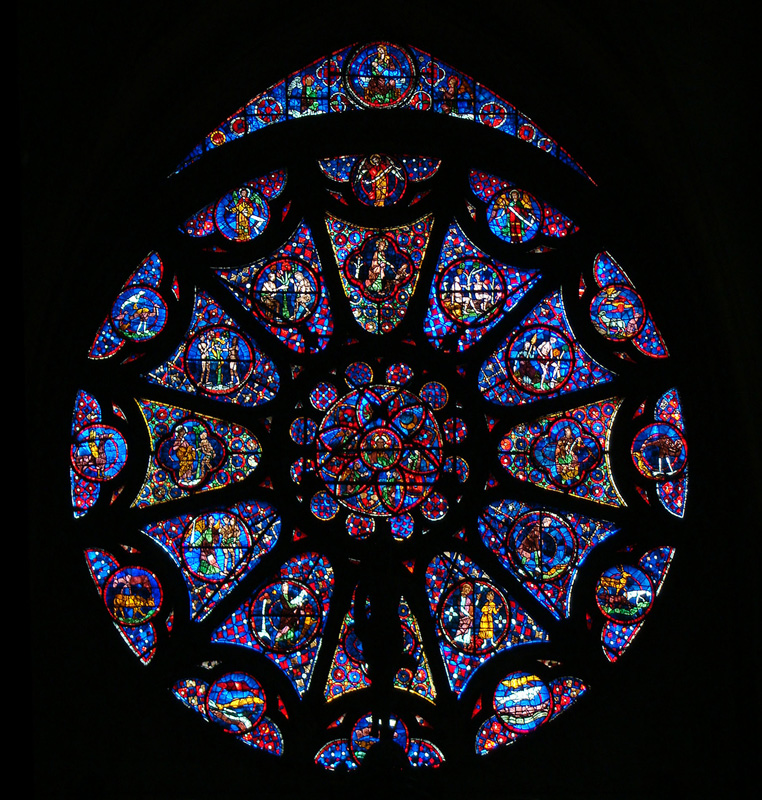
Rose nord du transept.

La rose du transept Nord (Baie 115) est intitulée "Rose de la Création".
En 1961, Brigitte Simon-Marq réalise une baie abstraite sous la forme de grisaille intitulée « Eau vive ».

#### Portail Sud du transept

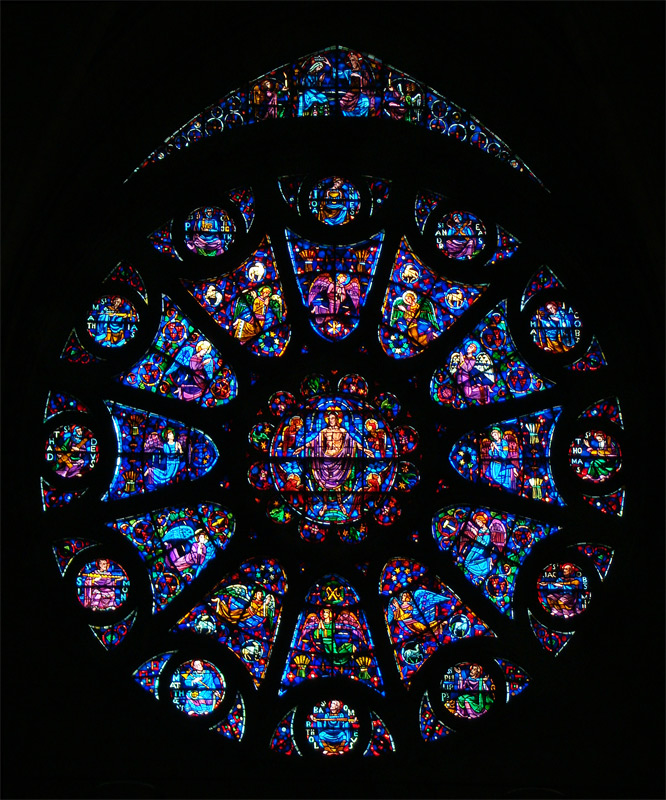
Rosace "la Résurrection du Christ".
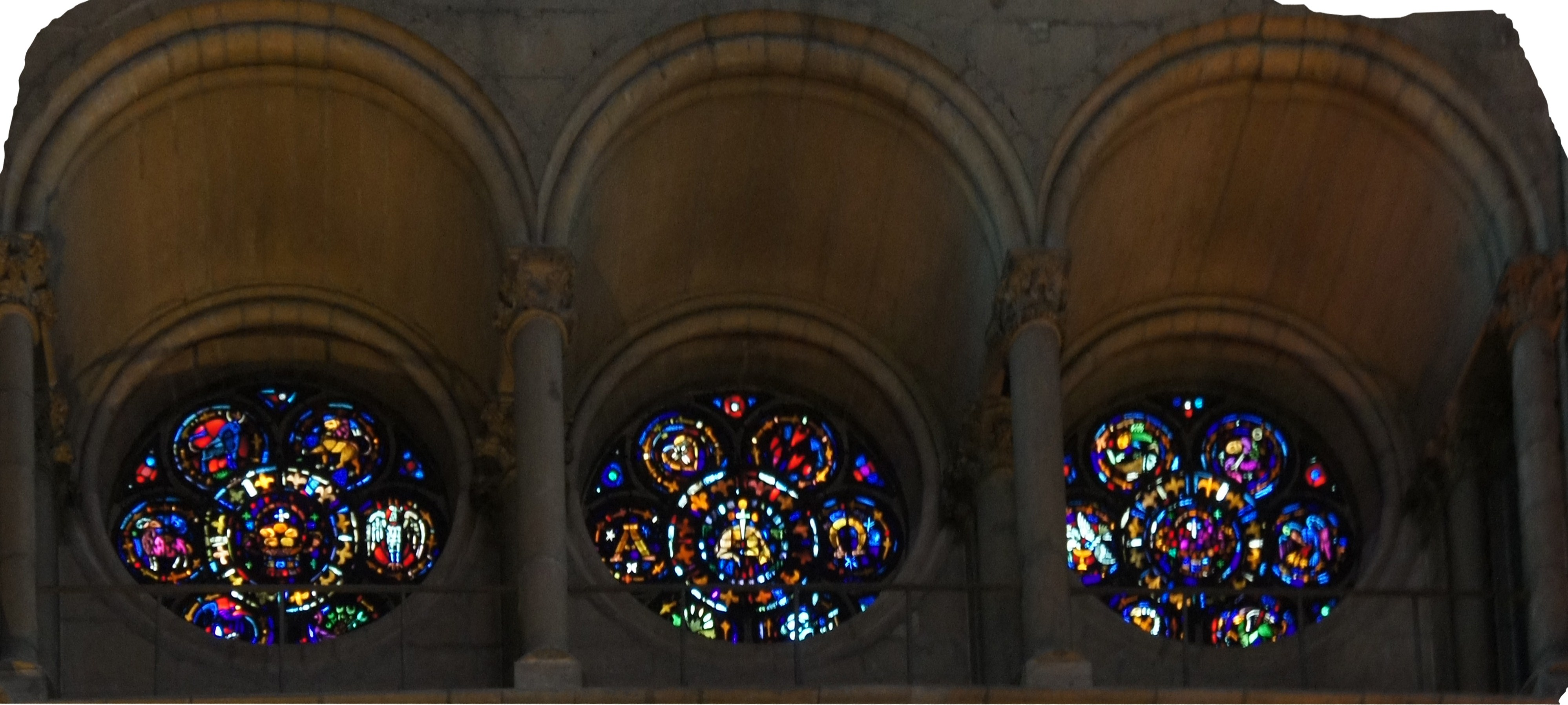
Roses à six lobes, représentent le pain, le vin et l'agneau immolé.
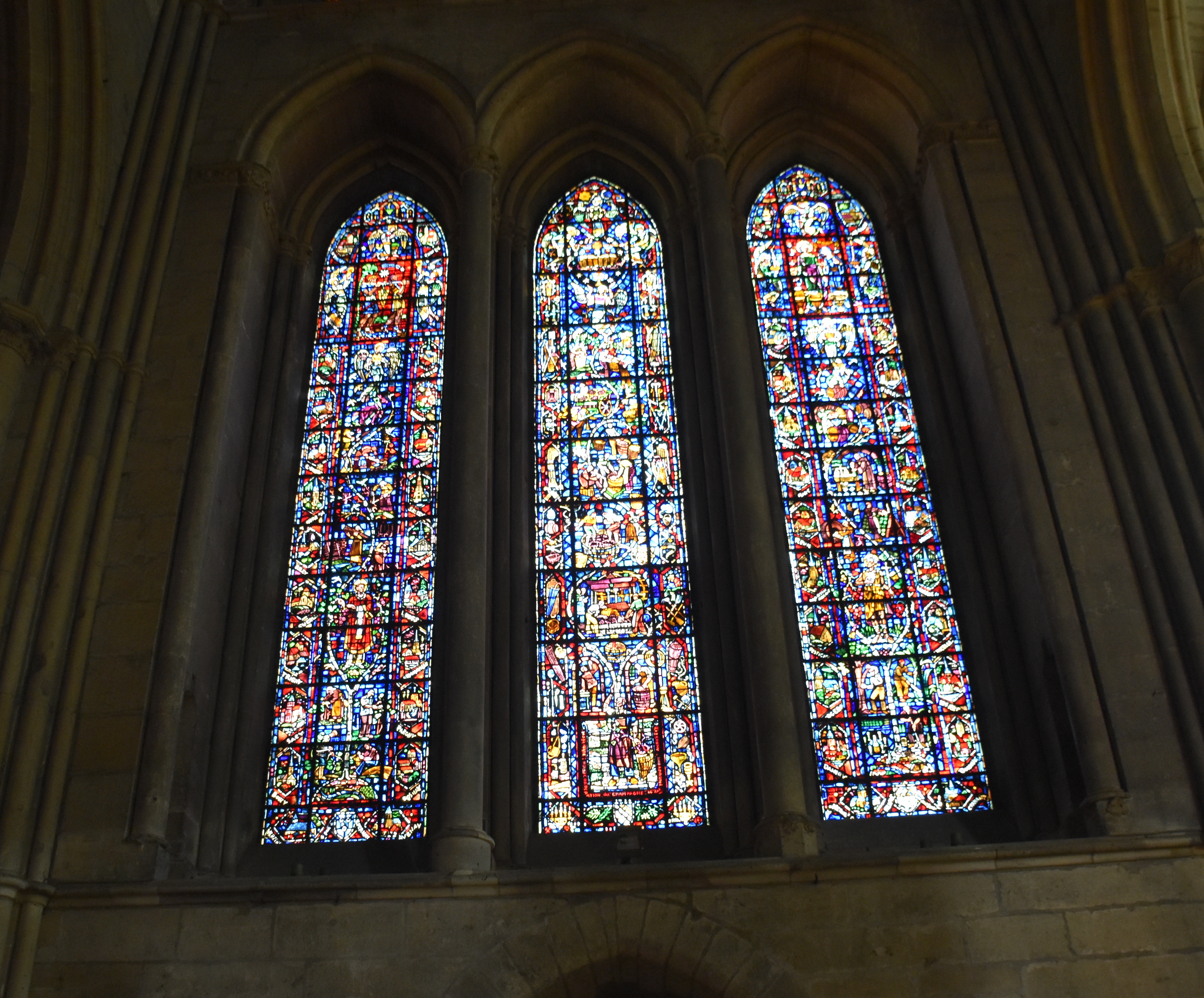
"Vitrail du champagne".

- La rosace du portail Sud du transept

La rose a été refaite à la suite d'un coup de vent qui a détruit la rose du XIIIe siècle, à Pâques 1580.

Rstaurée par Nicolas Dérodé, elle fut détruite en 1917.

Une nouvelle rose intitulée "Christ en Majesté" représente le Christ glorieux entouré de symboles des Évangélistes (tétramorphe) et des anges. Également nommée "la Résurrection du Christ", cette rose a été réalisée par le maître verrier Jacques Simon en 1937.
- Les oculus du portail Sud du transept

Sous la rosace, trois roses à six lobes, représentent le pain, le vin et l'agneau immolé
- Les lancettes du portail Sud du transept

Sous les trois roses, les vitraux du transept Sud illustre le Champagne. Ils sont de Jacques Simon (Baies ?).
- À droite des lancettes du portail Sud du transept

Grisaille (Baie no 26) de Brigitte Simon en 1961.

### Portail principale

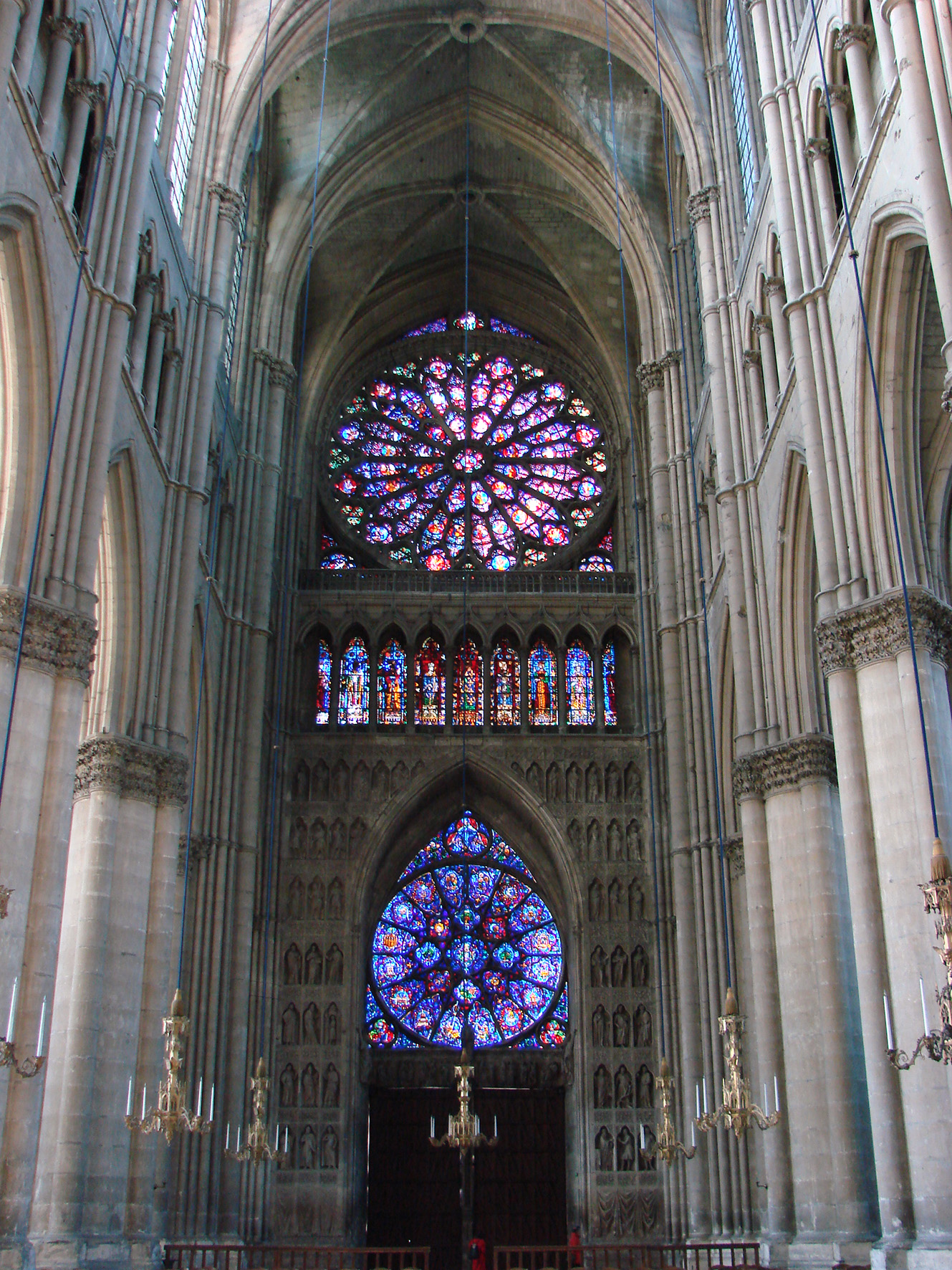
Vue sur la grande rosace.
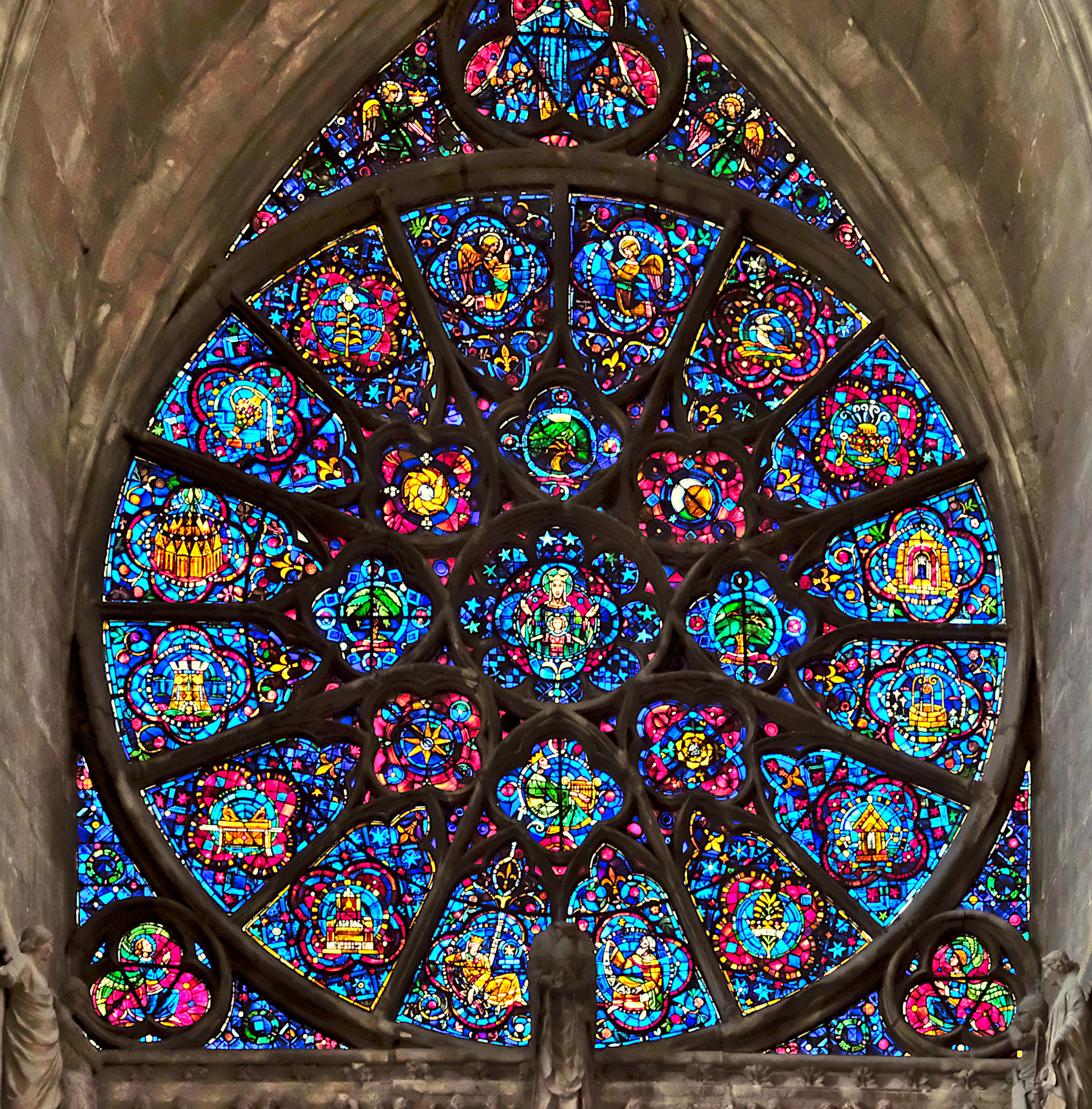
Petite rose du portail central.

#### La grande Rose
La grande rosace (baie 141) du portail central est consacrée à Notre Dame.
Au centre, figure-la « Dormition de la vierge », entourée d’une première corolle des Douze Apôtres et dans une seconde de vingt-quatre anges musiciens désignés sous le nom générique d'"anges musiciens". 

Ces anges musiciens sont figurés jouant divers instruments médiévaux, typiques de l’époque gothique. Parmi les instruments représentés, on retrouve notamment :
- Violes ou autres cordes pincées/frottées,
- Harpe, un symbole classique d’harmonie céleste,
- Flûtes ou instruments à vent similaires,
- Trompettes, qui annoncent la majesté divine,
- Orgues portatives, emblématiques de la musique liturgique,
- Tambours ou autres percussions,
- Cymbales.

Ces instruments reflètent l'iconographie médiévale de la musique céleste, où les anges sont souvent associés à des célébrations joyeuses et sacrées. 

La grande rosace du portail central a été rénovée par une campagne de trente-six mois qui a permis de confirmer la date de 1270 pour sa construction mais aussi de trouver dans l'ensemble des réemplois de vitraux du XIIe siècle et en particulier des visages de rois ou évêques. 

La rosace se trouve actuellement protégée par un vitrage feuilleté et thermoformé qui protège le vitrail par un espace de cinq centimètres des agressions extérieures.

#### La galerie du triforium
Neuf lancettes, du dernier tiers du XIIIe siècle, disposées en arrière d’une arcature à fines colonnes, abritent des vitraux restaurés en 1550, puis en 1834, en 1886 suite d’une pluie de grêle et après la Première Guerre mondiale.
Bien que sévèrement endommagés pendant la Première Guerre mondiale, ils ont été restaurés en réutilisant des fragments des vitraux antérieurs et en les combinants avec des créations modernes pour réaliser des motifs s'inspirant des motifs gothiques traditionnels.
Prosper Tarbé dans son livre "Notre-Dame de Reims (2e édition revue et augmentée) décrit le vitrail du centre comme représentant le roi louis  IX avec à sa droite un évêque qui le bénit et à sa gauche un autre prélat qui tient un livre.

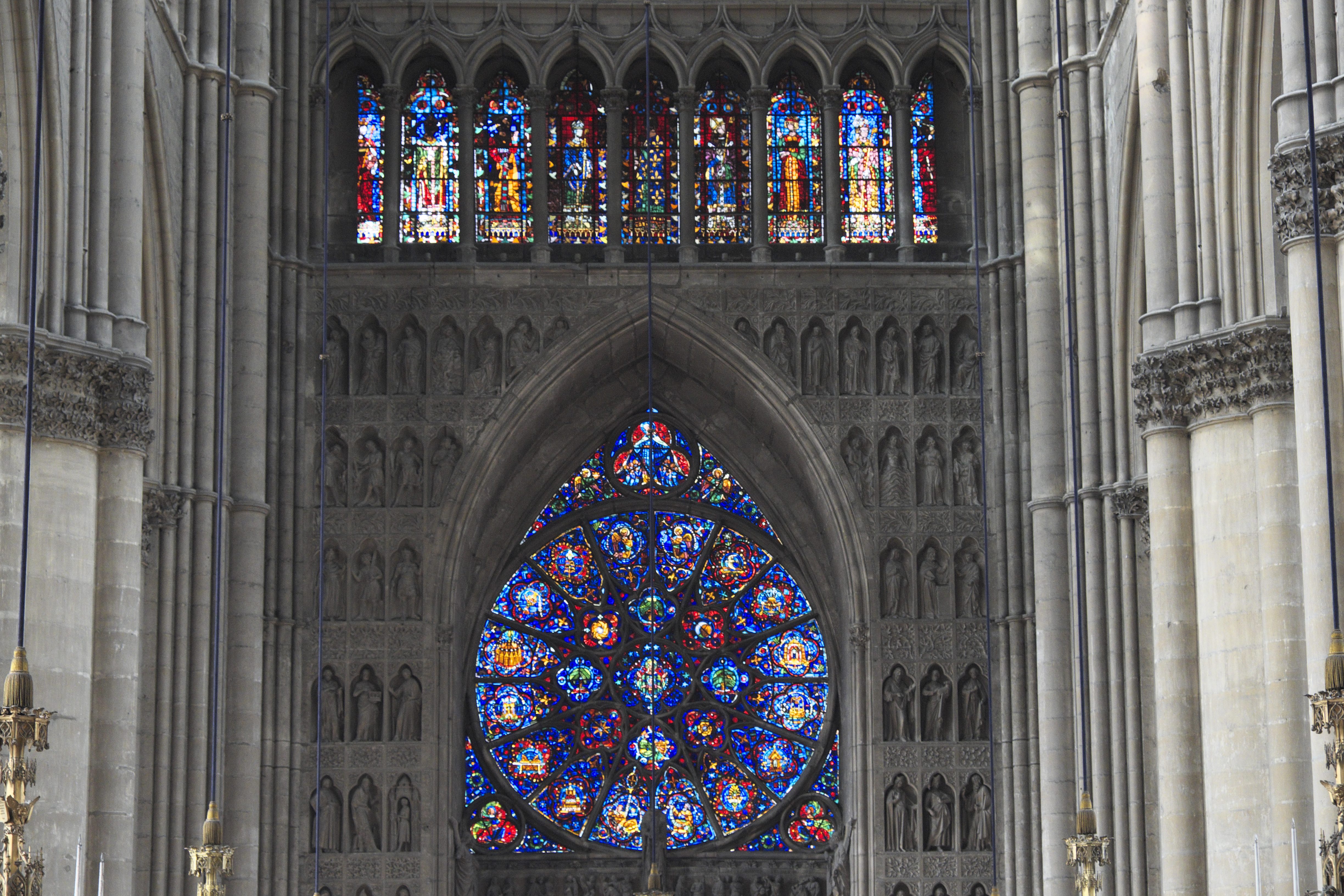
galerie du triforium.

#### La petite Rose
La petite rose est dénommée "La Petite Rose des Litanies de Marie".
Vingt-quatre médaillons représentant les allégories des litanies de la Vierge et entourent Marie et le Christ.
Les vitraux de cette rose, comme beaucoup d'autres dans la cathédrale, ont été restaurés plusieurs fois, notamment après les destructions de la Première Guerre mondiale. Le maître-verrier Jacques Simon a joué un rôle clé dans ces restaurations, utilisant des calques réalisés par son père pour recomposer les vitraux tout en ajoutant des créations modernes en accord avec la tradition médiévale

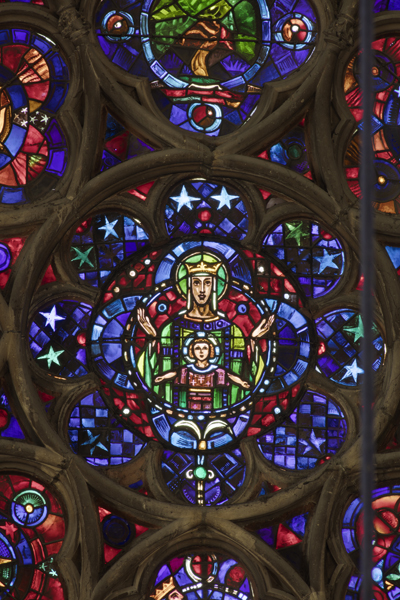
Marie et Jésus.

#### Portail Nord de la façade occidentale
Les verrières du tympan gauche (baie 41) représentent des scènes de l’Ancien Testament, telles que la Création du monde et les Prophètes.
Tympan droit (portail sud) : Elles évoquent des scènes du Nouveau Testament, notamment les miracles et les paraboles du Christ.
La création est de Jacques Simon en 1959

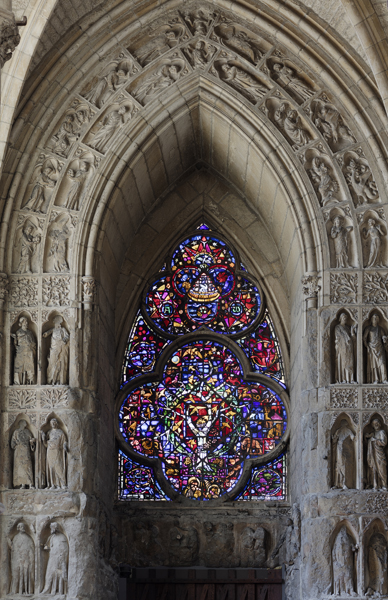

#### Portail Sud de la façade occidentale
Les verrières du tympan droit (baie 46) représentent des scènes du Nouveau Testament, notamment les miracles et les paraboles du Christ. La création est de Jacques Simon en 1959

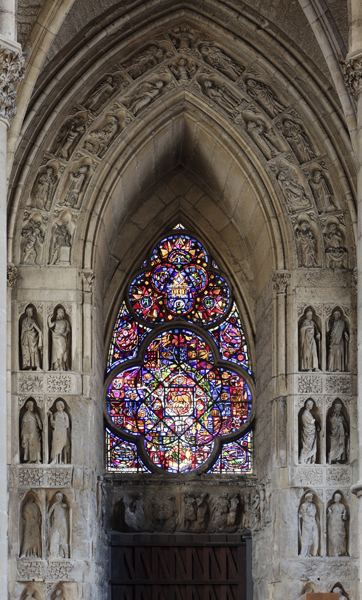

## Couleur des vitraux
Les vitraux colorés, fabriqués avec des oxydes métalliques, étaient coûteux mais spectaculaires. Ils créaient une atmosphère vibrante grâce à des tons riches comme le bleu de Chartres ou le rouge rubis. À Reims, ces vitraux contribuaient à magnifier l'édifice et les thèmes religieux en utilisant la lumière comme un outil symbolique.
- Vitraux en grisaille : La grisaille est une technique utilisant principalement du verre clair orné de motifs peints, souvent floraux ou géométriques. Elle était moins coûteuse à produire que les vitraux colorés, tout en permettant une meilleure luminosité. Les verrières en grisaille étaient souvent utilisées dans les parties moins symboliques de l’édifice ou pour des raisons pratiques, comme dans les triforiums ou des fenêtres de dimensions modestes. À Reims, certaines zones utilisaient la grisaille pour équilibrer la lumière ou éviter une surcharge visuelle dans l’édifice.